# シヌソナスス
シヌソナスス（Sinusonasus）は白亜紀前期に生息した獣脚類の属で、化石は中国、遼寧省の義県層から発見されている。獣脚類の中でも特にトロオドン科に属するとされる。この属名はシノサウルス（Sinosaurus）と混同しやすいので注意。
タイプ種Sinusonasus magnodens は2004年に徐星および汪筱林により命名、記載された。属名は正弦波（sinusoid）にちなむもので、鼻骨の側面の見た目に由来している。種小名はラテン語で「大きな歯の」という意味である 。後の論文でこの種はシヌケラサウルス（ "Sinucerasaurus"）とされたが
 、これは新参客観異名（同じ標本に別の新しい名前をつけてしまうこと）である。
ホロタイプ標本であるIVPP V 11527は義県累層の陸家屯部層のオーテリーブ期の地層から発見された。この標本は頭骨、下顎の一部、尾の一部、骨盤と後肢を含む部分的な骨格で構成されている。上顎骨歯が大きかった。大腿骨の長さは141 mmで近縁のシノヴェナトルのものより大きかった。尾椎の血道弓は互いが接近するほど幅が広く、尾の下側に一連のプレートを形成していた。

## 参照
1. 1 2  Xu X. and Wang X.-l. 2004. "A New Troodontid (Theropoda: Troodontidae) from the Lower Cretaceous Yixian Formation of Western Liaoning, China". Acta Geologica Sinica 78(1): 22-26
2. ↑  Xu X., and Norell, M., 2006, "Non-avian dinosaur fossils from the Lower Cretaceous Jehol Group of western Liaoning, China", Geological Journal, 41(3-4): 419-437